# Fjodor Polischtschuk
Fjodor Wassiljewitsch Polischtschuk (russisch Фёдор Васильевич Полищук; * 4. Juli 1979 in Ust-Kamenogorsk, Kasachische SSR) ist ein ehemaliger kasachischer Eishockeyspieler.

## Karriere
Fjodor Polischtschuk begann seine Karriere 1998 in der zweiten russischen Liga bei Torpedo Ust-Kamenogorsk, mit dem er 2004 kasachischer Meister wurde. 2004 wechselte der Stürmer zum russischen Verein Metallurg Nowokusnezk, wo er nur eine Saison spielte. Danach wurde er vom russischen Erstligisten SKA Sankt Petersburg für zwei Spielzeiten verpflichtet. Von 2006 bis 2010 stand er wieder bei Metallurg Nowokusnezk unter Vertrag. 2010 wechselte er zum Ligarivalen Barys Astana, für den er bis Dezember 2015 auf dem Eis stand. Im gleichen Monat kehrte Polischtschuk erneut nach Nowokusnezk zurück.

### International
Für Kasachstan nahm Polischtschuk im Juniorenbereich an der U20-Junioren-Weltmeisterschaft 1999 teil. Im Seniorenbereich stand er im Aufgebot seines Landes bei der B-Weltmeisterschaft 2000 und nach der Umstellung auf das heutige Divisionssystem bei den Weltmeisterschaften der Division I 2001, 2002, 2003, 2011, 2013 und 2015 sowie bei den Weltmeisterschaften der Top-Division 2004, 2005, 2012 und 2014. Darüber hinaus vertrat er Kasachstan bei den Qualifikationsturnieren für die Olympischen Winterspiele 2006 und 2014 sowie bei den Winterspielen 2006 in Turin selbst. Außerdem gewann er mit der Kasachischen Auswahl die Goldmedaille bei den Winter-Asienspielen 2011.

## Erfolge und Auszeichnungen
- 2003 Aufstieg in die Top-Division bei der Weltmeisterschaft der Division I, Gruppe A
- 2004 Kasachischer Meister mit Torpedo Ust-Kamenogorsk
- 2011 Goldmedaille bei den Winter-Asienspielen
- 2011 Aufstieg in die Top-Division bei der Weltmeisterschaft der Division I, Gruppe B
- 2013 Aufstieg in die Top-Division bei der Weltmeisterschaft der Division I, Gruppe A
- 2015 Aufstieg in die Top-Division bei der Weltmeisterschaft der Division I, Gruppe A

## KHL-Statistik
(Stand: Ende der Saison 2016/17)